# Südafrikanische Badmintonmeisterschaft 1971
Die Südafrikanische Badmintonmeisterschaft 1971 fand im Juli 1971 in Kapstadt statt. Es war die 21. Austragung der nationalen Titelkämpfe im Badminton in Südafrika. An diesem Wettbewerb nahmen amerikanische Badmintonspieler teil.

## Titelträger
| Disziplin    | Sieger                     |
| ------------ | -------------------------- |
| Herreneinzel | Alan Parsons               |
| Dameneinzel  | Caroline Hein              |
| Herrendoppel | Don Paup Chris Kinard      |
| Damendoppel  | Pam Stockton Caroline Hein |
| Mixed        | Alan Parsons Wilma Prade   |

## Finalresultate
| Disziplin    | Sieger                     | Finalist                  | Ergebnis         |
| ------------ | -------------------------- | ------------------------- | ---------------- |
| Herreneinzel | Alan Parsons               | William Kerr              | 15–11, 15–4      |
| Dameneinzel  | Caroline Hein              | Pam Stockton              | 1–11, 11–2, 11–5 |
| Herrendoppel | Don Paup Chris Kinard      | Alan Parsons William Kerr | 17–14, 15–8      |
| Damendoppel  | Pam Stockton Caroline Hein | Wilma Prade K. Hide       | 15–4, 15–8       |
| Mixed        | Alan Parsons Wilma Prade   | Don Paup Pam Stockton     | 15–6, 15–12      |